# Léolia Jeanjean
Pour les articles homonymes, voir Jeanjean.
Léolia Jeanjean, née le 14 août 1995 à Montpellier, est une joueuse de tennis française, professionnelle depuis 2012.

## Carrière

### Débuts prometteurs chez les juniors
Née d'un père mécanicien tôlier et d'une mère secrétaire, Léolia Jeanjean commence le tennis à l'âge de six ans. Sa carrière junior est à peine débutée qu'elle fait l'objet d'une grande attention grâce à ses performances, conduisant ses parents à arrêter leur travail afin de l'accompagner. Léolia confirme rapidement les espoirs placés en elle en devenant championne de France dans la catégorie 11-12 ans, et dans la catégorie 13-14 ans ensuite. Elle est alors qualifiée de « Mozart » par Laurent de Pasquale, un de ses entraîneurs de l'époque, dans Tennis Magazine, et se voit attribuer dès l'âge de 12 ans un entraîneur au Centre national d'entraînement de Roland-Garros, alors qu'elle est déjà classée -4/6. Elle obtient un contrat avec Babolat ainsi qu'un autre avec Nike sur dix années après avoir remporté le Nike Juniors Tour,.
En 2008, l’adolescente est quart de finaliste des Petits As et atteint la finale du Championnat de France des moins de 14 ans. Un entraîneur de ligue est ensuite détaché onze semaines par an à La Grande-Motte où elle réside.
En 2009, elle reçoit une invitation pour le tournoi junior de Roland-Garros, mais elle est éliminée au premier tour en simple comme en double. À nouveau invitée en 2010, elle ne fait pas mieux en simple, tandis qu'en double elle atteint les quarts de finale avec Clothilde de Bernardi.

### Blessures à répétition et études aux États-Unis
En 2010 toujours, la sportive connaît plusieurs blessures dont une importante pendant les Championnats d'Europe en Russie avec une triple luxation de la rotule gauche. La blessure est alors mal diagnostiquée, et sa rotule lâche à nouveau en demi-finale du championnat de France 15-16 ans. Après une tentative de rééducation, une opération est finalement menée en mai 2011.
Elle retrouve les courts en 2012 sans le soutien de Nike ni de la Fédération française de tennis, puis sa carrière est à nouveau interrompue pendant quelques mois par une péritonite. Elle intègre en 2013 le Stade clermontois où son père avait auparavant évolué dans d'autres sections. Elle fréquente alors pendant six mois le circuit ITF, mais sa situation financière est précaire. C'est ainsi qu'après avoir décroché son baccalauréat par correspondance, elle part aux États-Unis afin de mener des études, sur conseil de ses parents. Durant cinq années, à l'université Lynn puis à l'université de l'Arkansas, elle obtient successivement une licence de sociologie, une licence de justice criminelle et un master en finances investissement de patrimoine, tout en prenant part à des rencontres universitaires de tennis avec quelques succès à la clé.

### Retour en France et reprise du tennis
Diplômée fin 2019 et ayant « toujours gardé dans l'idée de rejouer au tennis », elle reprend les entraînements en 2020, avant d'enchaîner par un tournoi fédéral à Poitiers où elle atteint la finale. La jeune femme rejoint ensuite le Stade toulousain où elle est entraînée par Stéphane Sansoni ou par Philippe Reboul, elle se donne deux ans pour retrouver le haut-niveau,. Elle intègre le top 500 à l'été 2020. En 2021, elle dispute un grand nombre de matchs, impliquant une périostite au tibia de la jambe gauche,. Léolia Jeanjean décroche néanmoins plusieurs bons résultats dans des tournois français, et remporte son premier tournoi ITF à Šibenik en Croatie. Elle maintient le même rythme en 2022, étant finaliste à Croissy puis décrochant un nouveau titre à Calvi. Elle glane ainsi une wild card en vue des Internationaux de France de tennis 2022, son premier tournoi du Grand Chelem. Elle écarte à cette occasion l'Espagnole Nuria Párrizas Díaz (6-4, 6-3) et bat la n°8 mondiale Karolína Plíšková au second tour (6-2, 6-2), son premier succès contre une joueuse classée dans le top 10. Au 3e tour, elle s'incline face à Irina-Camelia Begu (6-1, 6-4).
Elle obtient ensuite une qualification pour le tournoi de Berlin où elle est battue par Maria Sakkari, puis décroche quelques victoires sur terre battue à Lausanne et Palerme en étant huitième de finaliste après être sorti à chaque fois des qualifications. Elle passe aussi les phases qualificatives de l'US Open mais s'arrête au premier tour contre Cori Gauff. Elle se distingue en novembre sur la tournée sud-américaine avec une finale au WTA 125 de Montevideo, battue par la Russe Diana Shnaider.
À ses débuts à l'Open d'Australie en 2023, elle entre dans le tableau principal en tant que lucky loser. Elle figure fin janvier aux portes du top 100, atteignant le 102e rang mondial. Quart de finaliste à Saint-Malo, elle obtient une nouvelle invitation à Roland-Garros où elle écarte l'Australienne Kimberly Birrell (6-4, 66-7, 6-3) mais s'incline ensuite face à Elina Avanesyan (6-0, 7-5). C'est sur le circuit secondaire qu'elle signe ses principaux résultats avec une finale à Brasilia en août et une à Caldas da Rainha en septembre. En fin de saison, elle est finaliste à Cluj en double, demi-finaliste à Poitiers et remporte le tournoi de Florianopolis en double avec Sara Errani.
En 2024, mis à part une qualifications pour l'Open d'Australie et les Internationaux de France où elle est défaite par la n°1 mondiale Iga Świątek (6-1, 6-2), elle évolue principalement au niveau ITF, décrochant deux titres consécutifs à l'automne à Poitiers et Nantes.
En 2025, Léolia Jeanjean se qualifie pour l'Open d'Australie, mais perd au premier tour du tableau principal contre Jodie Burrage. Elle atteint son premier quart de finale au niveau du circuit WTA lors de la Copa Colsanitas 2025 à Bogota en battant sa compatriote Séléna Janicijevic en deux sets. En conséquence, le mois suivant, elle atteint le top 100 du classement en simple le 26 mai 2025, avant Roland-Garros.

## Palmarès

### Titre en simple dames
Aucun.

### Finale en double dames
| No | Date       | Nom et lieu du tournoi        | Catégorie | Dotation  | Surface    | Vainqueures                 | Partenaire         | Score    |          |
| -- | ---------- | ----------------------------- | --------- | --------- | ---------- | --------------------------- | ------------------ | -------- | -------- |
| 1  | 16-10-2023 | Transylvania Open Cluj-Napoca | WTA 250   | 259 303 $ | Dur (int.) | Jodie Burrage Jil Teichmann | Valeriya Strakhova | 6-1, 6-4 | Parcours |

### Finale en simple en WTA 125
| No | Date       | Nom et lieu du tournoi      | Catégorie | Dotation  | Surface      | Vainqueure     | Score    |          |
| -- | ---------- | --------------------------- | --------- | --------- | ------------ | -------------- | -------- | -------- |
| 1  | 22-11-2022 | Montevideo Open, Montevideo | WTA 125   | 115 000 $ | Terre (ext.) | Diana Shnaider | 4-6, 4-6 | Parcours |

### Titre en double en WTA 125
| No | Date       | Nom et lieu du tournoi         | Catégorie | Dotation  | Surface      | Partenaire  | Finalistes                | Score            |          |
| -- | ---------- | ------------------------------ | --------- | --------- | ------------ | ----------- | ------------------------- | ---------------- | -------- |
| 1  | 20-11-2023 | Mundo Tenis Open Florianópolis | WTA 125   | 115 000 $ | Terre (ext.) | Sara Errani | Julia Lohoff Conny Perrin | 7-5, 3-6, [10-7] | Parcours |

### Finale en double en WTA 125
| No | Date       | Nom et lieu du tournoi | Catégorie | Dotation  | Surface      | Vainqueures                  | Partenaire          | Score   |          |
| -- | ---------- | ---------------------- | --------- | --------- | ------------ | ---------------------------- | ------------------- | ------- | -------- |
| 1  | 18-11-2024 | LP Open by IND Colina  | WTA 125   | 115 000 $ | Terre (ext.) | Mayar Sherif Nina Stojanović | Kristina Mladenovic | Forfait | Parcours |

## Parcours en Grand Chelem

### En simple dames
| Année | Open d'Australie | Open d'Australie  | Internationaux de France | Internationaux de France | Wimbledon | Wimbledon        | US Open         | US Open          |
| ----- | ---------------- | ----------------- | ------------------------ | ------------------------ | --------- | ---------------- | --------------- | ---------------- |
| 2022  | —                | —                 | 3e tour (1/16)           | Irina-Camelia Begu       | Q3        | Katarzyna Kawa   | 1er tour (1/64) | Coco Gauff       |
| 2023  | 1er tour (1/64)  | Nadia Podoroska   | 2e tour (1/32)           | Elina Avanesyan          | Q1        | Simona Waltert   | Q2              | Mirjam Björklund |
| 2024  | 1er tour (1/64)  | Caroline Dolehide | 1er tour (1/64)          | Iga Swiatek              | —         | —                | Q1              | Hanna Chang      |
| 2025  | 1er tour (1/64)  | Jodie Burrage     | 2e tour (1/32)           | Daria Kasatkina          | Q1        | Veronika Erjavec |                 |                  |

N.B. : à droite du résultat se trouve le nom de l'ultime adversaire.

### En double dames
| Année | Open d'Australie | Open d'Australie | Internationaux de France                                                                | Internationaux de France | Wimbledon | Wimbledon | US Open | US Open |
| ----- | ---------------- | ---------------- | --------------------------------------------------------------------------------------- | ------------------------ | --------- | --------- | ------- | ------- |
| 2023  | —                | —                | 1er tour (1/32) E. Jacquemot \|\| style="text-align:left;" \| L. Kichenok J. Ostapenko  | —                        | —         | —         | —       |         |
| 2024  | —                | —                | 1er tour (1/32) J. Ponchet \|\| style="text-align:left;" \| W. Xiyu Y. Yue              | —                        | —         | —         | —       |         |
| 2025  | —                | —                | 1er tour (1/32) J. Ponchet \|\| style="text-align:left;" \| L. Siegemund B. Haddad Maia |                          |           |           |         |         |

N.B. : le nom de la partenaire se trouve sous le résultat ; les noms des ultimes adversaires se trouvent à droite.

### En double mixte
| Année | Open d'Australie | Open d'Australie | Internationaux de France                                                            | Internationaux de France | Wimbledon | Wimbledon | US Open | US Open |
| ----- | ---------------- | ---------------- | ----------------------------------------------------------------------------------- | ------------------------ | --------- | --------- | ------- | ------- |
| 2023  | —                | —                | 1er tour (1/16) J. Eysseric \|\| style="text-align:left;" \| S. Hunter J. Peers     | —                        | —         | —         | —       |         |
| 2025  | —                | —                | 1er tour (1/16) D. Guinard \|\| style="text-align:left;" \| N. Melichar C. Harrison | —                        | —         | —         | —       |         |

N.B. : le nom du partenaire se trouve sous le résultat ; les noms des ultimes adversaires se trouvent à droite.

## Parcours en WTA 1000
Les tournois WTA « Premier Mandatory » et « Premier 5 » (entre 2009 et 2020) et WTA 1000 (à partir de 2021) constituent les catégories d'épreuves les plus prestigieuses, après les quatre levées du Grand Chelem. 

De 2009 à 2023, les tournois Premier Mandatory (dits tournois WTA 1000 obligatoires entre 2021 et 2023) regroupent Indian Wells, Miami, Madrid et Pékin, les autres constituant les tournois Premier 5 (tournois WTA 1000 non-obligatoires). À partir de 2024, le nombre de tournois WTA 1000 passe à 10 par saison (fin de l’alternance Doha / Dubaï), ces derniers devenant tous obligatoires et offrant tous 1000 points à la vainqueure (contre 900 points précédemment pour les tournois Premier 5).

### En simple dames
| Année |       |              |       |        |      |        |            |                        |                        |       |  |  |
| Doha  | Dubaï | Indian Wells | Miami | Madrid | Rome | Canada | Cincinnati | Pékin                  | Wuhan                  | Wuhan |  |  |
| Doha  | Dubaï | Indian Wells | Miami | Madrid | Rome | Canada | Cincinnati | Pékin                  | Wuhan                  | Wuhan |  |  |
| Doha  | Dubaï | Indian Wells | Miami | Madrid | Rome | Canada | Cincinnati | Pékin                  | Wuhan                  | Wuhan |  |  |
| 2025  |       |              |       |        |      |        |            | 1er tour (1/64) E. Lys | 2e tour (1/32) Forfait |       |  |  |

Sous le résultat, l’ultime adversaire.
1. 1 2   Les tournois de Doha et Dubaï alternent le statut de tournoi WTA 1000 (ex Premier 5) entre 2009 et 2023 : les trois premières éditions ont lieu à Dubaï, les trois suivantes à Doha, puis Dubaï accueille le tournoi de cette catégorie les années impaires et Dubaï les années paires. De 2011 à 2023, la ville qui n’accueille pas de WTA 1000 organise à la place un tournoi WTA 500 (ex Premier).
2. 1 2 3 4 5 6   L’ordre de déroulement des tournois a évolué depuis 2009 : Rome se dispute avant Madrid et Cincinnati avant Montréal/Toronto jusqu’en 2010, tandis que Tokyo (2009-2013)-Wuhan (2014-2019, 2024-)-Guadalajara (2022-2023) ont lieu avant Pékin jusqu’en 2023.

## Circuit ITF

### Finales en simple dames: 13 (4 titres, 9 finales)
| Result   | W–L | Date     | Tournoi                        | Tier    | Surface | Opponent                | Score          |
| -------- | --- | -------- | ------------------------------ | ------- | ------- | ----------------------- | -------------- |
| Défaite  | 0–1 | Dec 2013 | ITF Borriol, Espagne           | 10,000  | terre   | Maria Marfutina         | 6–1, 5–7, 3–6  |
| Victoire | 1–1 | May 2021 | ITF Šibenik, Croatia           | 15,000  | terre   | Nefisa Berberović       | 6–2, 6–4       |
| Défaite  | 1–2 | Feb 2022 | ITF Porto, Portugal            | 25,000  | Hard    | Moyuka Uchijima         | 3–6, 1–6       |
| Défaite  | 1–3 | Apr 2022 | ITF Croissy-Beaubourg, France  | 60,000  | Hard    | Linda Nosková           | 3–6, 4–6       |
| Victoire | 2–3 | Apr 2022 | ITF Calvi, France              | 25,000  | Hard    | Tessah Andrianjafitrimo | 6–2, 6–2       |
| Défaite  | 2–4 | Aug 2023 | ITF Brasilia, Brazil           | 80,000  | Hard    | Lulu Sun                | 4–6, 6–4, 2–6  |
| Défaite  | 2–5 | Sep 2023 | ITF Caldas da Rainha, Portugal | 60,000  | Hard    | Petra Marčinko          | 4–6, 1–6       |
| Défaite  | 2–6 | Sep 2024 | ITF Pilar, Argentine           | 40,000  | terre   | Solana Sierra           | 2–6, abandon   |
| Victoire | 3–6 | Oct 2024 | ITF Poitiers, France           | 75,000  | Hard    | Diana Martynov          | 6–2, 6–3       |
| Victoire | 4–6 | Nov 2024 | ITF Nantes, France             | 50,000  | Hard    | Sara Cakarevic          | 6–1, 6–3       |
| Défaite  | 4–7 | Jan 2025 | ITF Bangaluru, Inde            | 100,000 | Hard    | Tatjana Maria           | 7-6, 4–6, 3–6  |
| Défaite  | 4–8 | Jan 2025 | ITF Pune, Inde                 | 75,000  | Hard    | Tatiana Prozorova       | 6-4, 5-7, 3-6. |
| Défaite  | 4–9 | Mar 2025 | ITF Vacaria 2, Brézil          | 75,000  | Hard    | Francesca Jones         | 6-1, 4-6, 1-6. |

### Finales en double dames: 8 (3 titres, 5 finales)
| Result   | W–L | Date     | Tournament                       | Tier   | Surface | Partner            | Opponents                                  | Score               |
| -------- | --- | -------- | -------------------------------- | ------ | ------- | ------------------ | ------------------------------------------ | ------------------- |
| Victoire | 1–0 | Dec 2013 | ITF Borriol, Spain               | 10,000 | Clay    | Marine Partaud     | Tina Tehrani Mandy Wagemaker               | 4–6, 6–1, [10–3]    |
| Victoire | 2–0 | Jun 2019 | ITF Cancún, Mexico               | 15,000 | Hard    | Tiphanie Fiquet    | Hind Abdelouahid Alyssa Tobita             | 6–4, 6–4            |
| Défaite  | 2–1 | Feb 2020 | ITF Cancún, Mexico               | 15,000 | Hard    | Tiphanie Fiquet    | Carolina Alves Andrea Gámiz                | 7–5, 2–6, [9–11]    |
| Défaite  | 2–2 | Apr 2021 | ITF Calvi, France                | 25,000 | Hard    | Audrey Albié       | Lina Gjorcheska Amandine Hesse             | 5–7, 4–6            |
| Défaite  | 2–3 | Sep 2021 | ITF Saint-Palais-sur-Mer, France | 25,000 | Clay    | Audrey Albié       | Anna Danilina Valeriya Strakhova           | 7–6(7), 2–6, [4–10] |
| Défaite  | 2–4 | Oct 2021 | ITF Poitiers, France             | 80,000 | Hard    | Audrey Albié       | Mariam Bolkvadze Samantha Murray Sharan    | 6–7(5), 0–6         |
| Défaite  | 2–5 | Feb 2022 | ITF Porto, Portugal              | 25,000 | Hard    | Audrey Albié       | Valentini Grammatikopoulou Quirine Lemoine | 2–6, 3–6            |
| Victoire | 3–5 | Aug 2023 | ITF Feira de Santana, Brazil     | 60,000 | Hard    | Valeriya Strakhova | Haley Giavara Abigail Rencheli             | 7–5, 6–4            |

## Classements WTA en fin de saison
| Année          | 2013 | 2014 |  | 2020 | 2021 | 2022 | 2023 | 2024 |
| Rang en simple | 713  | 747  |  | 1180 | 382  | 125  | 128  | 170  |
| Rang en double | –    | 742  |  | 1088 | 305  | 625  | 187  | 379  |

Source : (en) Classements de Léolia Jeanjean sur le site officiel de la Fédération internationale de tennis

## Records et statistiques

### Victoires sur le top 10
Toutes ses victoires sur des joueuses classées dans le top 10 de la WTA lors de la rencontre.
| Légende      |
| Grand Chelem |
| WTA 1000     |
| WTA 500      |
| WTA 250      |
| Fed Cup      |

| # |        |  | Tournoi       | Année | Surface      |  | Adversaire        | Rang | Tour | Score    | Tableau |
| - | ------ |  | ------------- | ----- | ------------ |  | ----------------- | ---- | ---- | -------- | ------- |
| 1 | no 227 |  | Roland-Garros | 2022  | Terre battue |  | Karolína Plíšková | no 8 | 1/32 | 6-2, 6-2 | Tableau |